# Підмаренник суборовий
{{#ifeq:0|0|{{#if:|{{#if:Galiumsubnemorale|[[]}}|}}}}
Підмаренник суборовий (лат. Galium subnemorale) — трав'яниста рослина родини маренові (Rubiaceae).
Внесений до Переліку рідкісних і таких, що перебувають під загрозою зникнення, видів рослинного світу на території Тернопільської області (рішення Тернопільської обласної ради № 64 від 11 листопада 2002) та нового переліку прийнятого Тернопільською обласною радою 1 червня 2011 року рішенням № 1192.
Зростають на вологих луках, узліссях, схилах гір.
Знаходяться під охороною у філії «Кременецькі гори» природного заповідника «Медобори».